# باشگاه فوتبال سوتیسکا نیکشیچ
باشگاه فوتبال سوتیسکا نیکشیچ (به مونته‌نگرویی: FK Sutjeska Nikšić) باشگاهی در شهر نیکشیچ، مونته‌نگرو است.
این باشگاه در سال ۱۹۲۷ میلادی تأسیس شده‌است.

## افتخارات
لیگ
- لیگ دسته اول فوتبال مونته‌نگرو:

قهرمان (۱۱): ۱۳–۲۰۱۲
جام حذفی
- جام حذفی فوتبال مونته‌نگرو:

نایب قهرمان (۳): ۱۳–۲۰۰۶